# Фаик Эфендиши
Фаик Эфендиши (тур. Aliefendizade Ali Faik Efendi) (род. 1 июля 1852 г., Хопа, Лазистан, Османская империя — ум. 24 декабря 1915 г., Унье, Орду) — являлся первым человеком в Турции, занимавшимся исследованиями лазского языка. Он принимал участие в краткоживущем автономистском национальном движении, начавшемся с прихода младотурков в Лазистан.

## Биография
Основным источником информации о Файке Эфенди является учебник лазского языка под названием «Нананена».
Файк Эфендиши родился в 1852 году в городе Хопа в Османском империи. Он был старшим из шести детей лазской семьи. Его отец, Хаджы Мустафа Эфендиши, занимал должность временного управляющего и муфти в Атине. В 1873 году Файк Эфендиши начал работать как сотрудник кадастра. В 1899 году он стал сборщиком налогов (аширом), а с 1900 по 1904 годы работал главным секретарем в суде Шериат в Хопе. Файк Эфендиши женился на Айше Сидика Ханым, и у него было шестеро детей, включая пятерых сыновей и одну дочь.
Лингвист Николай Марр утверждал, что Файк Эфендиши впервые в Турции начал работу по созданию письменного лазского языка в 1910 году. Однако из-за этой работы его подвергли преследованиям и он был отправлен в тюрьму, а все его работы и книги были уничтожены. Марр не предоставил информацию о характере алфавита, созданного Файком Эфендиши. Из других источников известно, что Файк Эфендиши подвергся преследованиям и был судим в 1904 году в связи с его участием в оппозиционном движении во времена правления Абдул-Хамида II. Вероятно, Файк Эфендиши был освобожден после прихода к власти партии Единение и прогресса в 1908 году.
Согласно записям 1911 года, после выхода из тюрьмы он также занимался адвокатской деятельностью. Когда стало ясно, что Хопа будет оккупирована русскими во время Первой мировой войны, Файк Эфендиши покинул город и уехал в Трабзон, а затем поселился в Унье. Он ушел из жизни 24 декабря 1915 года. Создание алфавита для лазского языка было завершено Искендером Циташи в 1920-х годах.